# 12. Festiwal Polskich Filmów Fabularnych w Gdyni
12. Festiwal Polskich Filmów Fabularnych odbył się w 1987 w Gdyni.

## Filmy konkursowe
Anioł w szafie, reż. Stanisław Różewicz
Cudowne dziecko, reż. Waldemar Dziki
Druga strona słońca, reż. Janusz Petelski
Głód serca, reż. Roman Załuski
Komediantka, reż. Jerzy Sztwiertnia
Łuk Erosa, reż. Jerzy Domaradzki
Magnat, reż. Filip Bajon
Maskarada, reż. Janusz Kijowski
Matka Królów, reż. Janusz Zaorski
Między ustami a brzegiem pucharu, reż. Zbigniew Kuźmiński
Niedzielne igraszki, reż. Robert Gliński
Nieproszony gość, reż. Feliks Falk
O rany, nic się nie stało!!!, reż. Waldemar Szarek
Ojcowizna, reż. Franciszek Trzeciak
Pociąg do Hollywood, reż. Radosław Piwowarski
Pogrzeb lwa, reż. Jan Rutkiewicz
Przyjaciel wesołego diabła, reż. Jerzy Łukaszewicz
Przypadek, reż. Krzysztof Kieślowski
Prywatne śledztwo, reż. Wojciech Wójcik
Sala nr 6, reż. Krzysztof Gruber
Sprawa hrabiego Rottera, reż. Mariusz Malinowski
Śmierć Johna L., reż. Tomasz Zygadło
W zawieszeniu, reż. Waldemar Krzystek
Wolny strzelec, reż. Wiesław Saniewski
Wierna rzeka, reż. Tadeusz Chmielewski
Życie wewnętrzne, reż. Marek Koterski

## Jury
- Janusz Morgenstern (przewodniczący) – reżyser
- Ryszard Ber – reżyser
- Andrzej Czałbowski – scenarzysta
- Bogdan Dziworski – operator
- Jerzy Koenig – krytyk teatralny i publicysta
- Stanisław Michalski – aktor
- Michał Misiorny – krytyk
- Jerzy Peltz – krytyk
- Marek Piwowski – reżyser
- Janusz Sosnowski – scenograf
- Jerzy Schönborn
- Władysław Terlecki – pisarz, scenarzysta
- Mieczysław Waśkowski – reżyser
- Krzysztof Winiewicz – operator

## Laureaci
Wielka Nagroda Festiwalu – Złote Lwy Gdańskie: Matka Królów, reż. Janusz Zaorski
Nagroda Specjalna Jury: Magnat, reż. Filip Bajon
Nagrody Główne – Srebrne Lwy Gdańskie:
- scenariusz: Krzysztof Kieślowski Przypadek
- reżyseria:
  - Tadeusz Chmielewski Wierna rzeka,
  - Waldemar Dziki Cudowne dziecko,
  - Marek Koterski Życie wewnętrzne
- reżyseria filmu telewizyjnego: Krzysztof Gruber Sala nr 6

Nagrody Indywidualne – Brązowe Lwy Gdańskie:
- debiut kinowy: Waldemar Krzystek W zawieszeniu
- rola kobieca:  Magda Teresa Wójcik Matka Królów
- pierwszoplanowa rola męska: Bogusław Linda – Magnat, Przypadek
- drugoplanowa rola kobieca: Joanna Szczepkowska – Matka Królów
- drugoplanowa rola męska: Jerzy Stuhr Pociąg do Hollywood
- zdjęcia: Jerzy Wójcik Anioł w szafie
- scenografia: Jerzy Sajko, Andrzej Przedworski, Andrzej Haliński, Violette Daneau, Ewa Braun i Michał Sulkiewicz – Cudowne dziecko
- muzyka: Jerzy Matuszkiewicz Wierna rzeka
- dźwięk: Wiesława Dembińska Anioł w szafie
- montaż: Mirosława Garlicka Życie wewnętrzne
- kostiumy: Elżbieta Radke Łuk Erosa

- Nagroda Dziennikarzy: Matka Królów, reż. Janusz Zaorski

wyróżnienie:Niedzielne igraszki, reż. Robert Gliński
- Nagroda Jury Młodzieżowego – Matka Królów, rez. Janusz Zaorski
- Nagroda „Agfa-Gevaert” za zdjęcia: Jerzy Łukaszewicz – Przyjaciel wesołego diabła
- Nagroda ZOPRF „Polkino” Złoty Talar Gdański – Nad Niemnem, Między ustami a brzegiem pucharu, reż. Zbigniew Kuźmiński
- Nagroda Muzeum Kinematografii w Łodzi w rocznicę 60-lecia kina dźwiękowego – Studio im. Karola Irzykowskiego; Szkoła kochanków, reż. Krzysztof Tchórzewski